# Rubus iringanus
Rubus iringanus är en rosväxtart som beskrevs av C. E. Gustafsson. Rubus iringanus ingår i släktet rubusar, och familjen rosväxter. Inga underarter finns listade i Catalogue of Life.